# Resolución 1368 del Consejo de Seguridad de las Naciones Unidas
La resolución 1368 del Consejo de Seguridad de las Naciones Unidas, aprobada unánimemente el 12 de septiembre de 2001, después de reconocer el derecho de defensa individual o colectiva de conformidad con la Carta de las Naciones Unidas, condena los ataques terroristas que tuvieron lugar el 11 de septiembre de 2001 en Nueva York, Washington D. C. y Pensilvania, y considera que esos actos, al igual que cualquier acto de terrorismo, constituyen una amenaza para la paz y la seguridad internacionales.
La resolución expresó su más sentido pésame y sus más profundas condolencias a las víctimas y sus familias, así como al pueblo y el gobierno de los Estados Unidos de América, instó a todos los Estados a que colaborasen para someter a la acción de la justicia a los autores, organizadores y patrocinadores de los ataques terroristas y subrayó que los responsables de prestar asistencia, apoyo o abrigo a los autores, organizadores y patrocinadores de estos actos tendrán que rendir cuenta de sus actos. También exhortó a la comunidad internacional a que redoblase sus esfuerzos por prevenir y reprimir los actos de terrorismo, entre otras cosas cooperando más y cumpliendo los convenios internacionales contra el terrorismo que fuesen pertinentes y las resoluciones del Consejo de Seguridad, en particular la resolución 1269 (1999);
Finalmente, el Consejo expresó estar dispuesto a tomar todas las medidas necesarias para responder a los ataques terroristas perpetrados el 11 de septiembre de 2001 y para combatir el terrorismo en todas sus formas, con arreglo a las funciones que le incumben en virtud de la Carta de las Naciones Unidas.